# جون هوب (لاعب كريكت نيوزلندي)
جون هوب (6 فبراير 1841 في المملكة المتحدة - 12 نوفمبر 1910 في الأرجنتين) (بالإنجليزية: John Hope)‏ هو لاعب كريكت نيوزلندي.

## وصلات خارجية
- جون هوب على موقع إي آس بي آن كريك إنفو (الإنجليزية)